# Fútbol independiente de la FIFA
A pesar de que la FIFA supervisa el deporte del fútbol por todo el mundo, hay una próspera escena internacional fuera de sus auspicios, consistiendo en torneos y partidos entre naciones que tienen poco o ningún reconocimiento internacional y por lo tanto, ninguna posibilidad de ser reconocidos por la FIFA o sus organizaciones continentales.
Algunas de estas naciones se han unido en una organización, la ConIFA, que organiza partidos y torneos entre sus miembros, con el objetivo de trabajar junto con la FIFA como una organización temporal para estas naciones hasta que ingresen en la FIFA. Las asociaciones miembro son asociaciones nacionales, generalmente afiliadas a confederaciones continentales que están subordinadas a la FIFA.

## Equipos nacionales
En términos generales, hay 5 

### Asociaciones regionales
La primera y más común, son los equipos que representan a las asociaciones regionales de naciones establecidas de fútbol. Estas asociaciones supervisan el fútbol local en sus respectivas regiones, y son parte de una red de asociaciones que contribuyen a la asociación nacional. Un buen ejemplo de esto son las Selecciones autonómicas de España, cuyas federaciones son también miembros de la Real Federación Española de Fútbol. Las asociaciones, los equipos y la gente de estos territorios pueden ser parte de la red más grande, pero también pueden disputar partidos no organizados por la FIFA.

### Regiones autónomas
Una segunda categoría abarca a las regiones que tienen una historia de autonomía dentro de naciones más grandes. Estas regiones pueden haber alcanzado ya un grado de autonomía o estar buscándolo todavía. Algunos ejemplos de esta categoría son las selecciones de fútbol de Fernando de Noronha, Groenlandia o el Tíbet.
Las selecciones de fútbol de las Islas Feroe y Kosovo eran miembros de esta categoría hasta que fueron reconocidas por la FIFA y la UEFA respectivamente en 1988 y 2016.

### Estados
Nueve estados soberanos no están afiliados a la FIFA: Tuvalu, Estados Federados de Micronesia, Islas Marshall, Palaos, Nauru, Kiribati, Mónaco, Ciudad del Vaticano.
El Reino Unido está representado en la FIFA a través de sus cuatro países constituyentes: Inglaterra, Gales, Escocia e Irlanda del Norte. Durante las décadas de 1940 y 1950, en algunas ocasiones se reunió una selección de fútbol del Reino Unido para jugar partidos amistosos que la FIFA no consideró oficialmente internacionales.

### Apátridas
La cuarta categoría integra a los grupos étnicos que aún tienen que obtener el control de su estado, o son parte de una diáspora. El pueblo sami que habita Laponia en el norte de Europa está controlado por cuatro estados, sin embargo, han organizado una asociación de fútbol y su equipo representativo. Así mismo, el pueblo gitano que se ha esparcido a través de Europa durante siglos, con poca esperanza de ganar alguna vez una patria, tiene una asociación de fútbol y selección propia para representarlos en la competición internacional.
Aunque los equipos de esta categoría tienen pocas esperanzas de obtener el reconocimiento de la FIFA, pueden tomar el ejemplo de los palestinos, que pese a no tener un estado reconocido, su selección de fútbol fue admitida por la FIFA en 1998.

### Minorías
La última categoría está compuesta por las minorías étnicas en un estado como por ejemplo: Armenios en Argentina, Albaneses en Macedonia, Italianos en Suiza y similares.

## Organizaciones
- NF-Board Nouvelle Fédération-Board: asociación de fútbol establecida en 2003. Estaba compuesta por equipos que representaban a naciones que no son reconocidas como estados soberanos y que por lo tanto no pueden ser miembros de la FIFA. Organizaba la Copa Mundial VIVA.
- IIGA International Island Games Association: formada en 1985, es una organización con el único propósito de organizar los Juegos de las Islas, una competición atlética (incluido el fútbol) bienal entre equipos de varias islas y otros pequeños territorios.
- CSANF Consejo Sudamericano de Nuevas Federaciones: formado en 2007 y afiliado a la NF-Board, representa a los equipos sudamericanos que no pertenecen a la FIFA.
- CENF Confederation of European New Federations: formada en 2007 y afiliada a la NF-Board, representa a los equipos europeos que no pertenecen a la FIFA.
- NAANF (Consejo de Norte América y Ártico de Nuevas Federaciones) que representa a las selecciones de Norteamérica, Centroamérica, el Caribe y de la región Ártica que no están afiliadas a la FIFA.
- FIFI Federation of International Football Independents: formada en 2006, es una organización que admite a las naciones que no son reconocidas a escala mundial. Organiza la FIFI Wild Cup.
- MFF Micronational Football Federation: formada en 2007, intenta unir y ayudar a todas las micronaciones a establecer equipos nacionales para jugar unos contra otros en partidos amistosos o competiciones organizadas. La MFF está intentando organizar la primera Copa Mundial Micronacional.
- ConIFA Confederation of Independent Football Associations. Organiza la Copa Mundial de Fútbol de ConIFA y la Copa Europa de Fútbol de ConIFA.
- WUFA World Unity Football Alliance. Organiza la WUFA World Series.

## Competiciones
Los torneos de fútbol en acontecimientos multideportivos internacionales, como los Juegos Olímpicos, los Juegos Panamericanos o los Juegos Mediterráneos no están bajo la jurisdicción de la FIFA, pero están organizados con el conocimiento de esta. Estos acontecimientos establecen normalmente restricciones en la edad de los equipos, para evitar la competencia directa con la Copa del Mundo y los campeonatos continentales.

### Internacionales

#### Copa Mundial de fútbol de ConIFA
La Copa Mundial de Fútbol de ConIFA es un torneo internacional de fútbol organizado por ConIFA, una asociación que agrupa a los estados, las minorías, los pueblos sin estado y las regiones no afiliadas a la FIFA, previsto a celebrarse cada dos años.
- 2014, Laponia: Niza
- 2016, Abjasia: Abjasia
- 2018, Barāwe: Rutenia Subcarpática

#### Copa Mundial Femenina de fútbol de ConIFA
- 2022, India: Laponia

#### FIFI Wild Cup
La FIFI Wild Cup fue organizada por el club alemán de fútbol FC St. Pauli en el verano de 2006, mientras se disputaba la Copa Mundial de Fútbol de 2006 en Alemania. Cinco naciones participaron, además de un equipo que representaba al barrio de St. Pauli en Hamburgo. Chipre del Norte se hizo con el trofeo al vencer en los penaltis a Zanzíbar.
- FIFI Wild Cup 2006, Alemania: Chipre del Norte

#### Copa Mundial VIVA
La primera Copa Mundial VIVA, organizada por la NF-Board, se disputó en Occitania en noviembre de 2006. Seis naciones aceptaron las invitaciones, pero al final solamente tres participaron: los anfitriones, Mónaco y Laponia, que fueron los ganadores. La última edición fue disputada en 2012.
- Copa Mundial VIVA 2006, Occitania: Laponia
- Copa Mundial VIVA 2008, Laponia: Padania
- Copa Mundial VIVA 2009, Padania: Padania
- Copa Mundial VIVA 2010, Gozo: Padania
- Copa Mundial VIVA 2012, Kurdistán: Kurdistán

#### Copa Mundial Femenina VIVA
- 2008, Laponia: Laponia
- 2010, Gozo: Padania

#### Copa UNPO
La primera Copa UNPO fue organizada por la Organización de Naciones y Pueblos No Representados en 2005 con cuatro equipos participantes. Doce años después, se disputó la segunda edición con ocho selecciones. Ambas ediciones se celebraron en La Haya, Países Bajos.
- Copa UNPO 2005, Países Bajos: Molucas del Sur
- Copa UNPO 2017, Países Bajos: Cameria

#### Copa COSANFF
La Copa COSANFF es la única y principal competición entre los equipos de fútbol de los pueblos y regiones afiliados al COSANFF. Desde su inicio, se han celebrado tres ediciones.
- Copa CSANF 2011, Islas Juan Fernández: Islas Juan Fernández
- Copa CSANF 2014, Buenos Aires, Argentina: Comunidad Armenia Argentina
- Copa CSANF 2017, Buenos Aires, Argentina: Comunidad Armenia Argentina

#### Copa ELF
La Copa ELF fue organizada por la Federación de Fútbol Turco-Chipriota, y se disputó en Chipre del Norte en noviembre de 2006. Ocho equipos aceptaron las invitaciones y los anfitriones se hicieron con el título.
- Copa ELF 2006, Chipre del Norte: Chipre del Norte

#### Copa del 50.º Aniversario de la KTFF
La Copa del 50.º Aniversario de la KTFF se celebró bajo el auspicio de la NF-Board, en noviembre de 2005, para celebrar los 50 años de la Federación de Fútbol Turco-Chipriota (KTFF). Chipre del Norte ganó en una liguilla a Laponia y Kosovo.
- Copa del 50.º Aniversario de la KTFF 2005, Chipre del Norte: Chipre del Norte

#### WUFA World Series
Es un torneo internacional de fútbol organizado por WUFA. La primera edición se jugó en Surrey, Inglaterra, teniendo a la selección de las Islas Chagos como campeón.
- WUFA World Series 2021, Surrey: Islas Chagos

#### Fútbol en los Juegos de las Islas
Los Juegos de las Islas se celebran cada dos años y cuentan con un torneo de fútbol, que fue ganado en las dos primeras ocasiones por las Islas Feroe, que ahora es un miembro de la UEFA y la FIFA.

### Continentales

#### Copa de las Regiones de la UEFA
La Copa de las Regiones de la UEFA es una competición de fútbol organizada por la UEFA cada dos años, en la que toman parte selecciones regionales de Europa integradas por jugadores no profesionales.

#### Europeada
La Europeada es un torneo de fútbol para pueblos indígenas y minorías en Europa, organizado por la Unión Federal de Nacionalidades Europeas. La primera edición se disputó en junio de 2008 en Surselva (Suiza) y la ganó Tirol del Sur.
- Europeada 2008, Suiza: Tirol del Sur
- Europeada 2012, Alemania: Tirol del Sur
- Europeada 2016, Italia: Tirol del Sur
- Europeada 2022, Austria: Tirol del Sur

#### Copa Europa de Fútbol de ConIFA
La Copa Europa de Fútbol de ConIFA, también conocido como Euroconifa, es el torneo internacional de selecciones masculinas nacionales o regionales de fútbol que no son afiliados a la UEFA ni a la FIFA, previsto a celebrarse cada dos años.
- 2015, Debrecen, Hungría: Padania
- 2017, Chipre del Norte: Padania
- 2019, Artsaj: Osetia del Sur
- 2022, Niza: TBD

#### Copa África de Fútbol de ConIFA
La Copa África de Fútbol de ConIFA es el torneo internacional de selecciones masculinas nacionales o regionales de fútbol que no son afiliados a la CAF ni a la FIFA, previsto a celebrarse cada dos años.
La primera edición se jugó en Sudáfrica en 2022. La selección de Biafra salió campeón.
- 2022, Johannesburgo, Sudáfrica: Biafra

#### Copa América de ConIFA
La Copa América de Fútbol de ConIFA es el torneo internacional de selecciones masculinas nacionales o regionales de fútbol que no son afiliados a la CONMEBOL ni a la FIFA, previsto a celebrarse cada dos años.
La primera edición se jugó en Linares, Chile entre el 17 y 19 de junio de 2022. La selección de Maule Sur salió campeón.
- 2022, Linares, Chile: Maule Sur

### Copa Norteamérica de Fútbol de ConIFA
La Copa Norteamérica de Fútbol de ConIFA es el torneo internacional de selecciones masculinas nacionales o regionales de fútbol que no son afiliados a la CONCACAF ni a la FIFA, previsto a celebrarse cada dos años.

### Copa Asia de Fútbol de ConIFA
La Copa Asia de Fútbol de ConIFA es el torneo internacional de selecciones masculinas nacionales o regionales de fútbol que no son afiliados a la AFC ni a la FIFA, previsto a celebrarse cada dos años.
La primera edición tuvo lugar del 4 al 8 de agosto de 2023 en Portugal en la ciudad de Alcochete al sur de Lisboa por razones de seguridad, y vio ganar a Tamil Eelam.

#### Campeonato nacional de fútbol de Pueblos Originarios
El Campeonato Nacional de Pueblos Originarios es un torneo de fútbol para pueblos indígenas de América del Sur realizado en Chile.
- 2012, Santiago, Chile: Rapa Nui
- 2013, Limache, Chile: Huilliche
- 2015, Villarrica y Galvarino, Chile: Mapuche

## Ligas de fútbol No-FIFA
- Liga de Balompié Mexicano. no es miembro de la FIFA ni de la CONCACAF pero cuenta con la afiliación y el respaldo de ConIFA además de contar con un sistema de ligas amplio y establecido.
- Campeonato de fútbol de Groenlandia. La Unión de Fútbol de Groenlandia no es miembro de la FIFA ni de la CONCACAF ni UEFA.
- Desafío Príncipe Rainiero III. La asociación monegasca no es miembro de la FIFA ni de la UEFA.
- Liga de Fútbol de Malvinas. La federación de las Malvinas no es miembro de la FIFA, la UEFA o la CONMEBOL.
- Campeonato de fútbol de Gozo. La asociación de Gozo no es miembro de la FIFA ni de la UEFA.
- Campeonato Nacional de fútbol de Kiribati. La federación gilbertiana es miembro asociado OFC pero no de la FIFA.
- Campeonato de fútbol de Mayotte. La federación mahorais simplemente está asociada con la Federación de Fútbol de Francia.
- Liga Birinci. La asociación de Chipre del Norte no es miembro de la FIFA ni de la UEFA.
- Campeonato de fútbol de San Pedro y Miquelón. La federación de ultramar simplemente está asociada con la Federación de Fútbol de Francia.
- División-A de Tuvalu. La federación de Tuvalu es miembro asociado de la OFC, pero no de la FIFA.
- Primera División de Zanzíbar. La federación de Zanzíbar es miembro asociado CAF pero no de la FIFA.
- Campeonato de fútbol de la Ciudad del Vaticano. La federación vaticana no es miembro de la FIFA ni de la UEFA.

## Otros torneos
- Clericus Cup; cuestionada entre equipos de los colegios romanos, seminarios de la Iglesia Católica, en Roma. Es un torneo con atletas y equipos (no nacionales) de todo el mundo.[5]